# Монтрьой
 Тази статия е за града в Ил дьо Франс.  За града в Север-Па дьо Кале вижте Монтрьой (Па дьо Кале).  
Монтрьой (на френски: Montreuil) е град в департамент Сен Сен Дьони, регион Ил дьо Франс, Северна Франция. Счита се за предградие на Париж. Намира се на 6,6 км от центъра на Париж. Населението му е 108 402 жители (по данни от 1 януари 2016 г.). За населението: 73,1% родено в европейската част на Франция, 2,3% в отвъдморска Франция, 2,8% родено в чужди държави, но с първоначално френско гражданство, 4,8% са другоевропейски граждани на ЕС, 17% са други жители, които са от страни извън ЕС. Площта му е 8,92 кв. км. Надморската му височина е 52 – 117 м. От средновековен латински името на града означава Малък Манастир. В Монтрьой има три станции на Парижкото метро.